# 8-й Верхний переулок
8-й Ве́рхний переулок — переулок в Выборгском районе Санкт-Петербурга. Проходит от проспекта Энгельса до проспекта Культуры.

## История
Переулок получил название в 1993 году.
В середине южной стороны переулка (участок № 4) находится комплекс зданий мясоперерабатывающего завода № 3 Ленгорагропрома, построенного в 1980—1983 годах (с 1992 года — «Парнас-М»).

## Транспорт
Ближайшая к 8-му Верхнему переулку станция метро — «Парнас».

## Пересечения
- проспект Энгельса
- проспект Культуры

## Достопримечательности
- Мясоперерабатывающий завод «Парнас-М»